# Santa Maria do Castelo (Tomar)
Santa Maria do Castelo era uma antiga freguesia da cidade de Tomar, que englobava a alcáçova e a almedina, no alto do morro do castelo.
Foi neste local que se desenvolveu a povoação primitiva, situada na zona intra-muros. No século XVI, Frei António de Lisboa levou a cabo uma reforma da Ordem de Cristo que a transformou numa ordem de clausura, tendo para tal sido arrasadas todas as casas situadas dentro da cerca, de forma a possibilitar a ampliação do Convento de Cristo.
Com a transferência dos seus habitantes para a Vila de Baixo, a paróquia foi extinta e incorporada na de São João Baptista.
A igreja paroquial não chegou aos dias de hoje, sabendo-se apenas que se localizava junto da Porta do Sol.